# Куевас-де-Сан-Маркос
Куевас-де-Сан-Маркос (ісп. Cuevas de San Marcos) — муніципалітет в Іспанії, у складі автономної спільноти Андалусія, у провінції Малага. Населення — 4107 осіб (2010).
Муніципалітет розташований на відстані близько 380 км на південь від Мадрида, 36 км на північ від Малаги.

## Демографія
Динаміка населення (INE ):

## Галерея зображень

Розташування муніципалітету у провінції Малага